# Chiesa di San Bartolomeo (Oltre il Colle)
La chiesa di San Bartolomeo è il principale luogo di culto cattolico di Oltre il Colle, in provincia e diocesi di Bergamo; fa parte del vicariato di Selvino-Serina.

## Storia
La costruzione di una chiesa intitolata a san Bartolomeo apostolo, risalirebbe al XV secolo e dava anticamente il nome alla contrada. Nel 1449 fu elevata a parrocchiale con decreto del vescovo di Bergamo Polidoro Foscari separandola da quella di San Giacomo di Lepreno. Con l'istituzione dei vicariati foranei nel II sinodo diocesano voluto da Federico Corner nel 1568 in ottemperanza alle disposizioni del primo concilio provinciale del 1565, la chiesa risulta essere inserita nella pieve di Dossena.
La chiesa fu visitata dal vescovo san Gregorio Barbarigo nel 1659. Dalla sua relazione si deduce che era ancora inserita nella vicaria di Dossena ed era gestita dai vicini che ne avevano il giuspatronato. Il clero era retto da due sacerdoti, e gli altari erano gestiti dalle confraternite del Santissimo Sacramento e del Santo Rosario con le scuola della dottrina cristiana, vi era inoltre la pio consorzio della Misericordia di Bergamo.
Visitata dal vescovo Giovanni Paolo Dolfin nel 1778, fu allegata alla relazione un documento redatto dall'allora parroco che elencava la presenza di cinque altari di cui uno intitolato alla Madonna del Rosario retto dalla confraternita omonima, e il consorzio pio della Misericordia era condiviso con le parrocchie della  Santissima Trinità di Zorzone e Maria Maddalena di Zambla. Lo stesso vescovo consacrò la chiesa nel 1780 mantenendone l'antica intitolazione.
Nel 1935 la chiesa, su progetto di Luigi Angelini fu oggetto di restauro e di ampliamento. Nel 1975 si provvide all'adeguamento liturgico della chiesa con la costruzione del nuovo altare rivolto verso la navata su progetto dell'architetto Bruno Cassinelli e dello scultore Pietro Cattaneo.
Con decreto del 27 maggio 1979 del vescovo di Bergamo Giulio Oggioni, la chiesa fu inserita nel vicariato locale di Selvino-Serina.

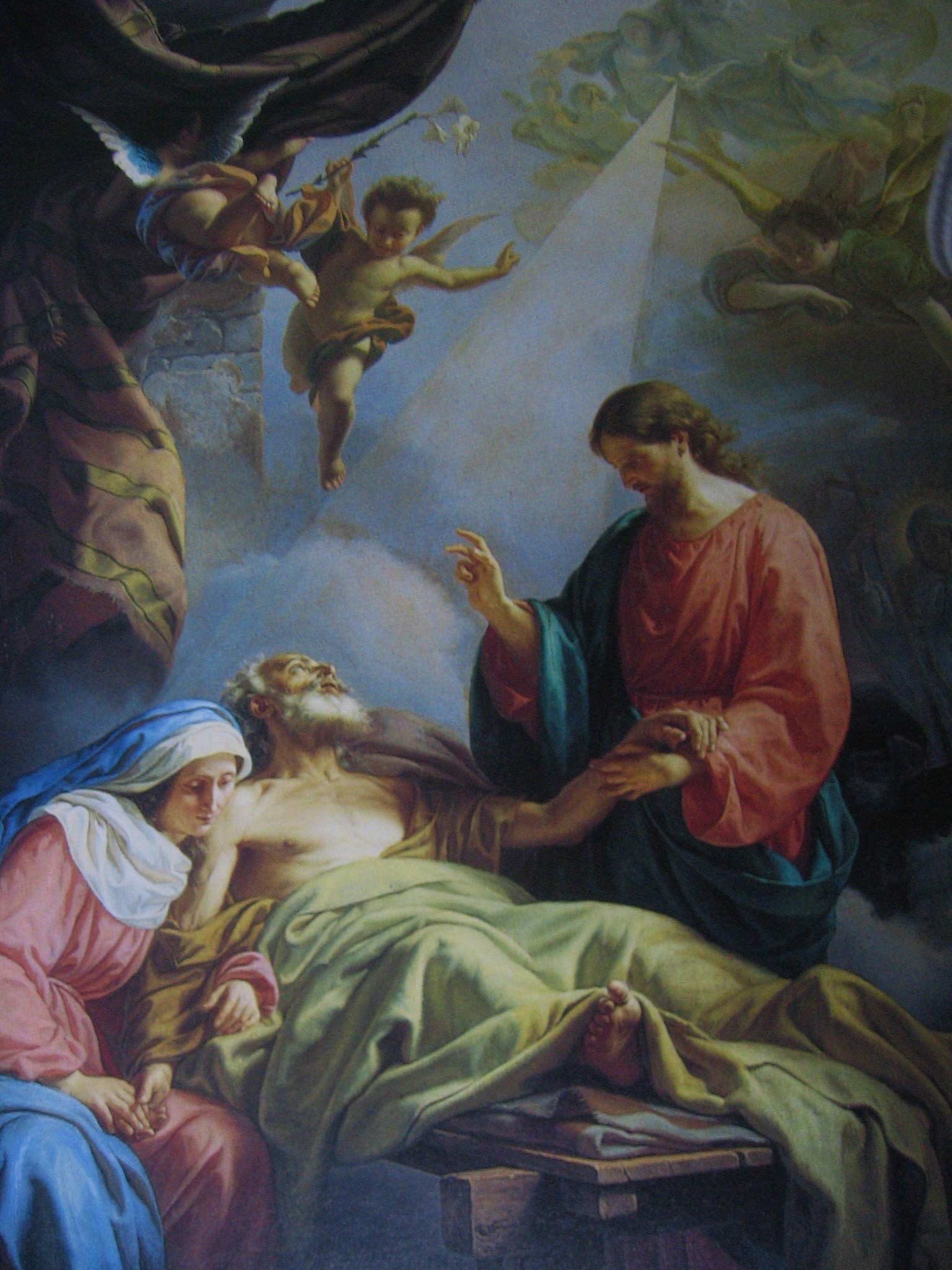
Transito di San Giuseppe-Enrico Scuri

## Descrizione

### Esterno
L'edificio di culto è posto in posizione sopraelevata raggiungibile da una ampia gradinata che collega il sagrato alla viabile urbana. Il sagrato ha pavimentazione in lastre di pietra e è delimitato da un muretto in sassi. La facciata ha un porticato posto su tre lati con cinque grandi aperture ad arco di cui le due laterali conducono agli ingressi minori. La parte termina con copertura a coppi. La facciata, nella parte inferiore accessibile dal portico, presenta l'ingresso principale con contorno in pietra sagomata coronato dallo stemma vescovile. L'ordine superiore con tetto a capanna a due spioventi, presenta nella parte centrale una grande apertura centinata atta a illuminare l'aula con contorno completo di due paraste che reggono la trabeazione dove è posto il timpano semicurvo spezzato.

### Interno
L'interno a pianta rettangolare e a unica navata con lesene che la dividono in sei campate. Le lesene scanalate sono complete di basamento e coronate da capitelli corinci e reggono la trabeazione e il cornicione che percorre tutta l'aula dove s'imposta la volta a botte. Nella prima campata vi sono gli ingressi che conducono al matroneo mentre la seconda è dedicata alla zona penitenziale. L'altare dedicato alla Madonna a sinistra della quarta campata mentre a destra del Crocifisso.
La zona del presbiterio con copertura da tazza e anticipata dall'arco trionfale e da tre gradini in marmo bianco e terminante con coro absidale coperto da catino.
La chiesa conserva opere di rilievo tra le quali il dipinto di Enrico Scuri Transito di San Giuseppe, e dipinti di Vincenzo Angelo Orelli e Francesco Coghetti. L'altare della Madonna ospita la statua lignea di Angelo Virgilio Vavassori.